# Aghan
Aghan (persisch اغان, auch bekannt als Āghān oder Āghūn) ist ein Dorf in der Gemeinde Pohl Beh Pain, Kreis Simkan, Verwaltungsbezirk Dschahrom, Provinz Fars, Iran. Bei der Volkszählung im Jahr 2006 lebten in Aghan 555 Einwohner, die sich auf 121 Familien aufteilten.